# Římskokatolická farnost Zabrušany
Římskokatolická farnost Zabrušany je církevní správní jednotka sdružující římské katolíky na území obce Zabrušany a v jejím okolí. Organizačně spadá do teplického vikariátu, který je jedním z 10 vikariátů litoměřické diecéze.

## Historie farnosti
Již v roce 1384 byla v místě plebánie. Po bitvě na Bílé Hoře se stala filiálkou k duchcovské farnosti. Matriky jsou vedeny od roku 1670. Kanonicky byla farnost obnovena roku 1916.

### Duchovní správcové vedoucí farnost
Začátek působnosti jmenovaného v duchovní správě farnosti od:
- 1916 par. vacat, admin. interc. Henr. Franz
- 1. 4.  1917 proto-par. (1. farář) Henric. Wagner, n. 20. 9. 1876 Nieder Einsiedel, o. 10. 6. 1900, † 5. 10. 1952
- 7. 10. 1952 Vladiboj Neuman
- 1. 8.  1965 Jan Bečvář
- 1. 8.  1991 Milan Matfiak
- 1. 6.  1999 Josef Hurt, admin. exc. z farnosti – děkanství Most – in urbe
- 1. 7.  2001 Štefan Pilarčík, admin. exc. z farnosti Hrob[2]

## Území farnosti
Do farnosti náleží území obce:
- Straky (Straka)[p 1]
- Štěrbina (Sterbine,[1] Sterbina[3])[p 1]
- Všechlapy (Wschechlab,[1] Wschechlap[3])[p 1]
- Zabrušany (Sobrusan)[p 1]
- Želénky (Schellenken,[1] Schelenken[3])[p 1]

## Římskokatolické sakrální stavby a místa kultu na území farnosti
| | Fotografie | Stavba                   | Místo     | Bohoslužby                      | Zeměpisné souřadnice             | Status       | Číslo kulturní památky                       |
| Kostel | Kostel     | Kostel                   | Kostel    | Kostel                          | Kostel                           | Kostel       | Kostel                                       |
| --- | ---------- | ------------------------ | --------- | ------------------------------- | -------------------------------- | ------------ | -------------------------------------------- |
| 1. |            | Kostel sv. Šimona a Judy | Zabrušany | bližší informace o bohoslužbách | 50°36′21″ s. š., 13°47′16″ v. d. | farní kostel | 42303/5-2752 (Pk•MIS•Sez•Obr•WD) (Q24576349) |
| Kaple |            |                          |           |                                 |                                  |              |                                              |
| 2. |            | Kaple                    | Želénky   | bližší informace o bohoslužbách | 50°36′0″ s. š., 13°46′53″ v. d.  | kaple        | —                                            |
| Některé drobné sakrální stavby a pamětihodnosti lze dohledat zde v databázi Drobné sakrální památky Zaniklé sakrální stavby lze dohledat zde v databázi Poškozené a zničené kostely, kaple a synagogy v České republice |            |                          |           |                                 |                                  |              |                                              |

Ve farnosti se mohou nacházet i další drobné sakrální stavby, místa římskokatolického kultu a pamětihodnosti, které neobsahuje tato tabulka.

## Příslušnost k farnímu obvodu
Z důvodu efektivity duchovní správy byl vytvořen farní obvod (kolatura) farnosti Hrob, jehož součástí je i farnost Zabrušany, která je tak spravována excurrendo.